# 黑嘴长尾蜂鸟
，分布于牙买加极东北地区的波特蘭區，是牙買加特有的一種蜂鳥。雖然大部份學者都認同它們是獨立的物種，但仍有一些認為它們與红嘴长尾蜂鸟為同一物種。